# Ludwig Crüwell
Ludwig Crüwell, född 20 mars 1892 i Dortmund, död 25 september 1958 i Essen, var en tysk general under andra världskriget. Crüwell befordrades till generalmajor i december 1939 och till general i pansartrupperna i december 1941. Han erhöll  Riddarkorset av Järnkorset med eklöv i september 1941.

## Biografi
Under den första delen av kriget hade Crüwell stabstjänster. Den 1 augusti 1940 fick han befälet över den nybildade 11. Panzer-Division, som han ledde under Balkanfälttåget våren 1941. Crüwell belönades den 14 maj samma år med Riddarkorset för sina insatser under operationen. 
Under den tyska invasionen av Sovjetunionen, operation Barbarossa sommaren 1941, ryckte Crüwell och hans division fram på den södra delen av östfronten. Efter att ha brutit igenom Stalinlinjen i området kring Zjitomir gick sovjetiska styrkor den 10 juli till motanfall. Hårda strider utkämpades och 11. Panzer-Division blev inringad. Efter inringningen fick divisionen sitt underhåll från luften och kunde efter fem dagar undsättas. Den 1 september 1941 förlänades Crüwell med eklöven till sitt Riddarkors för sina insatser under striderna. Den 15 augusti lämnade han sitt befäl. 
Den 15 september fick Crüwell befälet över den tyska Afrikakåren och ledde kåren under ökenkriget i Nordafrika fram till den 9 mars 1942. Han fick då tillfälligt befälet över Panzerarmee Afrika under Erwin Rommels frånvaro. Den 19 mars återvände han till kåren. 
Crüwell hamnade i ett bakhåll i samband med ett rekognoseringsuppdrag och blev sårad samt tillfångatagen av brittisk trupp. Han var i brittisk krigsfångenskap maj 1942 – april 1947.

## Befäl
- 6. pansarregementet februari 1938 – april 1939
- placerad med speciella uppgifter hos arméns överbefälhavare april – juni 1939
- avdelningschef vid arméns generalstab juni – oktober 1939
- kvartermästare vid 16. Armee oktober 1939 – juni 1940
- 11. Panzer-Division augusti 1940 – augusti 1941
- tyska Afrikakåren september 1941 – maj 1942

## Utmärkelser

### Första världskriget
- Järnkorset av andra klass – 20 september 1914
- Järnkorset av första klass – 17 september 1916
- Ärekorset för frontsoldater – 23 oktober 1934

### Andra världskriget
- Järnkorset av andra klass – 22 maj 1940
- Järnkorset av första klass – 6 juni 1940
- Riddarkorset – 14 maj 1941
  - Med eklöven – 1 september 1941
- Pansarstridsmärket i silver – 19 augusti 1941
- Nämnd i Wehrmachtbericht – 2 juni 1942